# Łęki Szlacheckie
Łęki Szlacheckie is een dorp in het Poolse woiwodschap Łódź, in het district Piotrkowski. De plaats maakt deel uit van de gemeente Łęki Szlacheckie en telt 450 inwoners.